# Утішне (селище)
Уті́шне — селище в Україні, у Казанківській селищній громаді Баштанського району Миколаївської області. Населення становить 9 осіб.